# Élections législatives de 1902 dans le Nord
Les élections législatives de 1902 ont eu lieu les 27 avril et 11 mai.

## Députés élus
|    | Circonscription      | Député sortant            |                          | Groupe parlementaire       | Député élu               |  | Groupe parlementaire       |
| -- | -------------------- | ------------------------- | ------------------------ | -------------------------- | ------------------------ |  | -------------------------- |
| 1  | 1ère d'Avesnes       | Léon Guillemein           |                          | Républicains progressistes | Léon Pasqual             |  | Radical-socialiste         |
| 2  | 2e d'Avesnes         | Félix Defontaine          |                          | Radical-socialiste         | Félix Defontaine         |  | Radical-socialiste         |
| 3  | 3e d'Avesnes         | Evrard Eliez-Evrard       |                          | Union progressiste         | Évrard Éliez-Évrard      |  | Union démocratique         |
| 4  | 1ère de Cambrai      | Paul Bersez               |                          | Républicains progressistes | Paul Bersez              |  | Union démocratique         |
| 5  | 2e de Cambrai        | Louis Morcrette-Ledieu    |                          | Républicains progressistes | Henri Lozé               |  | Républicains progressistes |
| 6  | 1ère de Douai        | François Debève           |                          | Républicains progressistes | François Debève          |  | Union démocratique         |
| 7  | 2e de Douai          | Raoul Gabriel des Rotours |                          | Républicains indépendants  | Armand Cardon            |  | Non-inscrit                |
| 8  | 1ère de Dunkerque    | Florent Guillain          |                          | Républicains progressistes | Florent Guillain         |  | Républicains progressistes |
| 9  | 2e de Dunkerque      | Henry Cochin              |                          | Républicains indépendants  | Henry Cochin             |  | Action libérale            |
| 10 | 1ère d'Hazebrouck    | Jules-Auguste Lemire      |                          | Non-inscrit                | Jules-Auguste Lemire     |  | Non-inscrit                |
| 11 | 2e d'Hazebrouck      | Jean Plichon              |                          | Républicains indépendants  | Jean Plichon             |  | Action libérale            |
| 12 | 1ère de Lille        | Théodore Barrois          |                          | Républicains progressistes | Théodore Barrois         |  | Républicains progressistes |
| 13 | 2e de Lille          | Ernest Loyez              |                          | Républicains progressistes | Pierre Lorthiois         |  | Action libérale            |
| 14 | 3e de Lille          | Paul Rogez                |                          | Républicains progressistes | Gustave Delory           |  | Socialiste révolutionnaire |
| 15 | 4e de Lille          | Jules Dansette            |                          | Républicains indépendants  | Jules Dansette           |  | Action libérale            |
| 16 | 5e de Lille          | Marcel Delaune            |                          | Union progressiste         | Marcel Delaune           |  | Union démocratique         |
| 17 | 6e de Lille          | Geoffroy de Montalembert  |                          | Républicains indépendants  | Geoffroy de Montalembert |  | Action libérale            |
| 18 | 7e de Lille          | Eugène Motte              |                          | Républicains progressistes | Eugène Motte             |  | Républicains progressistes |
| 19 | 8e de Lille          | Gustave Dron              |                          | Républicains progressistes | Gustave Dron             |  | Gauche radicale            |
| 20 | 9e de Lille          | Nouvelle circonscription  | Nouvelle circonscription | Nouvelle circonscription   | Henri-Constant Groussau  |  | Action libérale            |
| 21 | 1ère de Valenciennes | Emile Weill-Mallez        |                          | Républicains progressistes | Anatole Debiève          |  | Radical-socialiste         |
| 22 | 2e de Valenciennes   | Ferdinand Lepez           |                          | Républicains progressistes | Ferdinand Lepez          |  | Radical-socialiste         |
| 23 | 3e de Valenciennes   | Hector Sirot-Mallez       |                          | Républicains progressistes | Auguste-Robert Selle     |  | Socialiste parlementaire   |

## Résultats à l'échelle du département
| Partis         | Partis                                           | Premier tour | Premier tour | Deuxième tour | Deuxième tour | Sièges |
| Partis         | Partis                                           | Voix         | %            | Voix          | %             | Sièges |
| -------------- | ------------------------------------------------ | ------------ | ------------ | ------------- | ------------- | ------ |
|                | Action libérale populaire                        | 80 984       | 21,97        | 32 401        | 21,14         | 6      |
|                | Républicain progressiste ministériel             | 67 826       | 18,40        | 28 834        | 18,81         | 6      |
|                | Parti socialiste de France                       | 60 678       | 16,46        | 15 515        | 10,12         | 1      |
|                | Républicain progressiste antiministériel         | 45 231       | 12,27        | 14 671        | 9,57          | 3      |
|                | Radicaux indépendants                            | 30 981       | 8,41         | 8 890         | 5,80          | 2      |
|                | Nationalistes                                    | 28 176       | 7,64         | 16 010        | 10,44         | 0      |
|                | Parti républicain, radical et radical-socialiste | 24 825       | 6,74         | 17 526        | 11,43         | 3      |
|                | Socialistes                                      | 19 887       | 5,40         | 19 450        | 12,69         | 1      |
|                | Socialistes chrétiens                            | 9 709        | 2,63         |               |               | 1      |
|                | Divers                                           | 297          | 0,08         | 0             |               |        |
|                |                                                  |              |              |               |               |        |
| Inscrits       | Inscrits                                         | 454 673      | 100,00       | 185 253       | 100,00        | 23     |
| Votants        | Votants                                          | 380 534      | 83,69        | 155 096       | 83,72         |        |
| Abstentions    | Abstentions                                      | 74 139       | 16,31        | 30 157        | 16,28         |        |
| Blancs et nuls | Blancs et nuls                                   | 11 940       | 3,14         | 1 799         | 1,16          |        |
| Exprimés       | Exprimés                                         | 368 594      | 96,86        | 153 297       | 98,84         |        |
|                |                                                  |              |              |               |               |        |
|                | Oppositions antiministérielles                   | 164 100      | 44,52        | 63 082        | 41,15         | 10     |
|                | Bloc des gauches ministériels                    | 143 519      | 38,94        | 74 700        | 48,73         | 12     |
|                | Socialistes antiministériels                     | 60 678       | 16,46        | 15 515        | 10,12         | 1      |

## Résultats par arrondissement

### Arrondissement d'Avesnes

#### 1recirconscription
| Candidat       | Candidat       | Parti                                | Premier tour | Premier tour |
| Candidat       | Candidat       | Parti                                | Voix         | %            |
| -------------- | -------------- | ------------------------------------ | ------------ | ------------ |
|                | Léon Pasqual   | Républicain progressiste ministériel | 7 303        | 54,03        |
|                | Mulat          | Nationaliste                         | 4 393        | 32,50        |
|                | Samson         | PSdF                                 | 1 821        | 13,47        |
|                |                |                                      |              |              |
| Inscrits       | Inscrits       | Inscrits                             | 16 505       | 100,00       |
| Votants        | Votants        | Votants                              | 13 603       | 82,42        |
| Abstention     | Abstention     | Abstention                           | 2 902        | 17,58        |
| Blancs et nuls | Blancs et nuls | Blancs et nuls                       | 86           | 0,63         |
| Exprimés       | Exprimés       | Exprimés                             | 13 517       | 99,37        |

#### 2ecirconscription
| Candidat       | Candidat         | Parti          | Premier tour | Premier tour |
| Candidat       | Candidat         | Parti          | Voix         | %            |
| -------------- | ---------------- | -------------- | ------------ | ------------ |
|                | Félix Defontaine | PRRRS          | 10 703       | 62,77        |
|                | Hendecourt       | ALP            | 6 347        | 37,23        |
|                |                  |                |              |              |
| Inscrits       | Inscrits         | Inscrits       | 20 345       | 100,00       |
| Votants        | Votants          | Votants        | 17 333       | 85,20        |
| Abstention     | Abstention       | Abstention     | 3 012        | 14,80        |
| Blancs et nuls | Blancs et nuls   | Blancs et nuls | 283          | 1,63         |
| Exprimés       | Exprimés         | Exprimés       | 17 050       | 98,37        |

#### 3ecirconscription
| Candidat       | Candidat            | Parti               | Premier tour | Premier tour |
| Candidat       | Candidat            | Parti               | Voix         | %            |
| -------------- | ------------------- | ------------------- | ------------ | ------------ |
|                | Évrard Éliez-Évrard | Radical indépendant | 8 008        | 60,42        |
|                | Gayet               | Nationaliste        | 3 974        | 29,98        |
|                | Cartegnie           | PSdF                | 1 272        | 9,60         |
|                |                     |                     |              |              |
| Inscrits       | Inscrits            | Inscrits            | 15 807       | 100,00       |
| Votants        | Votants             | Votants             | 13 990       | 88,51        |
| Abstention     | Abstention          | Abstention          | 1 817        | 11,49        |
| Blancs et nuls | Blancs et nuls      | Blancs et nuls      | 736          | 5,26         |
| Exprimés       | Exprimés            | Exprimés            | 13 254       | 94,74        |

### Arrondissement de Cambrai

#### 1recirconscription
| Candidat       | Candidat       | Parti                                | Premier tour | Premier tour |
| Candidat       | Candidat       | Parti                                | Voix         | %            |
| -------------- | -------------- | ------------------------------------ | ------------ | ------------ |
|                | Paul Bersez    | Républicain progressiste ministériel | 20 925       | 98,60        |
|                | Constant       | Divers                               | 297          | 1,40         |
|                |                |                                      |              |              |
| Inscrits       | Inscrits       | Inscrits                             | 30 092       | 100,00       |
| Votants        | Votants        | Votants                              | 24 693       | 82,06        |
| Abstention     | Abstention     | Abstention                           | 5 399        | 17,94        |
| Blancs et nuls | Blancs et nuls | Blancs et nuls                       | 3 471        | 14,06        |
| Exprimés       | Exprimés       | Exprimés                             | 21 222       | 85,94        |

#### 2ecirconscription
| Candidat       | Candidat         | Parti                                    | Premier tour | Premier tour | Deuxième tour | Deuxième tour |
| Candidat       | Candidat         | Parti                                    | Voix         | %            | Voix          | %             |
| -------------- | ---------------- | ---------------------------------------- | ------------ | ------------ | ------------- | ------------- |
|                | Charles Lefebvre | ALP                                      | 7 975        | 35,99        | 9 487         | 42,81         |
|                | Henri Lozé       | Républicain progressiste antiministériel | 7 618        | 34,38        | 12 619        | 56,94         |
|                | Fiévet           | PSdF                                     | 5 882        | 26,55        | 56            | 0,25          |
|                | Rassi            | Socialiste                               | 682          | 3,08         |               |               |
|                |                  |                                          |              |              |               |               |
| Inscrits       | Inscrits         | Inscrits                                 | 26 375       | 100,00       | 26 427        | 100,00        |
| Votants        | Votants          | Votants                                  | 22 419       | 85,00        | 22 375        | 84,67         |
| Abstention     | Abstention       | Abstention                               | 3 956        | 15,00        | 4 052         | 15,33         |
| Blancs et nuls | Blancs et nuls   | Blancs et nuls                           | 263          | 1,17         | 213           | 0,95          |
| Exprimés       | Exprimés         | Exprimés                                 | 22 157       | 98,83        | 22 162        | 99,05         |

### Arrondissement de Douai

#### 1recirconscription
| Candidat       | Candidat        | Parti                                | Premier tour | Premier tour | Deuxième tour | Deuxième tour |
| Candidat       | Candidat        | Parti                                | Voix         | %            | Voix          | %             |
| -------------- | --------------- | ------------------------------------ | ------------ | ------------ | ------------- | ------------- |
|                | François Debève | Républicain progressiste ministériel | 6 972        | 37,21        | 8 736         | 52,36         |
|                | Goniaux         | Socialiste ministériel               | 5 360        | 28,60        | 7 947         | 47,64         |
|                | Cocheteux       | Nationaliste                         | 5 119        | 27,32        |               |               |
|                | Deregnaucourt   | PSdF                                 | 1 287        | 6,87         |               |               |
|                |                 |                                      |              |              |               |               |
| Inscrits       | Inscrits        | Inscrits                             | 22 651       | 100,00       | 22 643        | 100,00        |
| Votants        | Votants         | Votants                              | 18 946       | 83,64        | 17 210        | 76,01         |
| Abstention     | Abstention      | Abstention                           | 3 705        | 16,36        | 5 960         | 26,32         |
| Blancs et nuls | Blancs et nuls  | Blancs et nuls                       | 208          | 1,10         | 527           | 3,306         |
| Exprimés       | Exprimés        | Exprimés                             | 18 738       | 98,90        | 16 683        | 96,94         |

#### 2ecirconscription
| Candidat       | Candidat       | Parti                                | Premier tour | Premier tour | Deuxième tour | Deuxième tour |
| Candidat       | Candidat       | Parti                                | Voix         | %            | Voix          | %             |
| -------------- | -------------- | ------------------------------------ | ------------ | ------------ | ------------- | ------------- |
|                | Dehau          | ALP                                  | 7 009        | 47,75        | 7 417         | 49,79         |
|                | Armand Cardon  | Républicain progressiste ministériel | 5 736        | 39,08        | 7 479         | 50,21         |
|                | Dumond         | Socialiste                           | 1 639        | 11,17        |               |               |
|                | Debève         | PSdF                                 | 294          | 2,00         |               |               |
|                |                |                                      |              |              |               |               |
| Inscrits       | Inscrits       | Inscrits                             | 16 959       | 100,00       | 16 975        | 100,00        |
| Votants        | Votants        | Votants                              | 14 769       | 87,09        | 14 957        | 88,11         |
| Abstention     | Abstention     | Abstention                           | 2 190        | 12,91        | 2 018         | 11,89         |
| Blancs et nuls | Blancs et nuls | Blancs et nuls                       | 91           | 0,62         | 61            | 0,41          |
| Exprimés       | Exprimés       | Exprimés                             | 14 678       | 99,38        | 14 896        | 99,59         |

### Arrondissement de Dunkerque

#### 1recirconscription
| Candidat       | Candidat         | Parti                                    | Premier tour | Premier tour |
| Candidat       | Candidat         | Parti                                    | Voix         | %            |
| -------------- | ---------------- | ---------------------------------------- | ------------ | ------------ |
|                | Florent Guillain | Républicain progressiste antiministériel | 10 466       | 68,35        |
|                | Desmons          | Socialiste                               | 4 312        | 28,16        |
|                | Victor Renard    | PSdF                                     | 535          | 3,49         |
|                |                  |                                          |              |              |
| Inscrits       | Inscrits         | Inscrits                                 | 21 774       | 100,00       |
| Votants        | Votants          | Votants                                  | 15 495       | 71,16        |
| Abstention     | Abstention       | Abstention                               | 6 279        | 28,84        |
| Blancs et nuls | Blancs et nuls   | Blancs et nuls                           | 182          | 1,17         |
| Exprimés       | Exprimés         | Exprimés                                 | 15 313       | 98,83        |

#### 2ecirconscription
| Candidat       | Candidat       | Parti          | Premier tour | Premier tour |
| Candidat       | Candidat       | Parti          | Voix         | %            |
| -------------- | -------------- | -------------- | ------------ | ------------ |
|                | Henry Cochin   | ALP            | 10 380       | 95,32        |
|                | Carlier        | PSdF           | 510          | 4,68         |
|                |                |                |              |              |
| Inscrits       | Inscrits       | Inscrits       | 14 967       | 100,00       |
| Votants        | Votants        | Votants        | 11 728       | 78,36        |
| Abstention     | Abstention     | Abstention     | 3 239        | 21,64        |
| Blancs et nuls | Blancs et nuls | Blancs et nuls | 838          | 7,15         |
| Exprimés       | Exprimés       | Exprimés       | 10 890       | 92,85        |

### Arrondissement d'Hazebrouck

#### 1recirconscription
| Candidat       | Candidat             | Parti               | Premier tour | Premier tour |
| Candidat       | Candidat             | Parti               | Voix         | %            |
| -------------- | -------------------- | ------------------- | ------------ | ------------ |
|                | Jules-Auguste Lemire | Socialiste chrétien | 9 709        | 99,27        |
|                | Derieux              | PSdF                | 71           | 0,73         |
|                |                      |                     |              |              |
| Inscrits       | Inscrits             | Inscrits            | 15 888       | 100,00       |
| Votants        | Votants              | Votants             | 12 402       | 78,06        |
| Abstention     | Abstention           | Abstention          | 3 486        | 21,94        |
| Blancs et nuls | Blancs et nuls       | Blancs et nuls      | 2 622        | 21,14        |
| Exprimés       | Exprimés             | Exprimés            | 9 780        | 78,86        |

#### 2ecirconscription
| Candidat       | Candidat       | Parti          | Premier tour | Premier tour |
| Candidat       | Candidat       | Parti          | Voix         | %            |
| -------------- | -------------- | -------------- | ------------ | ------------ |
|                | Jean Plichon   | ALP            | 10 036       | 92,93        |
|                | Vandeputte     | PSdF           | 764          | 7,07         |
|                |                |                |              |              |
| Inscrits       | Inscrits       | Inscrits       | 13 945       | 100,00       |
| Votants        | Votants        | Votants        | 11 316       | 81,15        |
| Abstention     | Abstention     | Abstention     | 2 629        | 18,85        |
| Blancs et nuls | Blancs et nuls | Blancs et nuls | 516          | 4,56         |
| Exprimés       | Exprimés       | Exprimés       | 10 800       | 95,44        |

### Arrondissement de Lille

#### 1recirconscription
| Candidat       | Candidat          | Parti                                    | Premier tour | Premier tour |
| Candidat       | Candidat          | Parti                                    | Voix         | %            |
| -------------- | ----------------- | ---------------------------------------- | ------------ | ------------ |
|                | Théodore Barrois  | Républicain progressiste antiministériel | 10 323       | 60,14        |
|                | Dupied            | PSdF                                     | 4 712        | 27,45        |
|                | Cliquennois-Paque | Radical indépendant                      | 1 809        | 10,54        |
|                | Maurice Chrétien  | Nationaliste                             | 322          | 1,88         |
|                |                   |                                          |              |              |
| Inscrits       | Inscrits          | Inscrits                                 | 20 941       | 100,00       |
| Votants        | Votants           | Votants                                  | 17 314       | 82,68        |
| Abstention     | Abstention        | Abstention                               | 3 627        | 17,32        |
| Blancs et nuls | Blancs et nuls    | Blancs et nuls                           | 148          | 0,85         |
| Exprimés       | Exprimés          | Exprimés                                 | 17 166       | 99,15        |

#### 2ecirconscription
| Candidat       | Candidat         | Parti               | Premier tour | Premier tour | Deuxième tour | Deuxième tour |
| Candidat       | Candidat         | Parti               | Voix         | %            | Voix          | %             |
| -------------- | ---------------- | ------------------- | ------------ | ------------ | ------------- | ------------- |
|                | Pierre Lorthiois | ALP                 | 6 372        | 49,23        | 6 626         | 52,40         |
|                | Henri Ghesquière | PSdF                | 4 829        | 37,31        | 6 019         | 47,60         |
|                | Werquin          | Radical indépendant | 1 742        | 13,46        |               |               |
|                |                  |                     |              |              |               |               |
| Inscrits       | Inscrits         | Inscrits            | 15 042       | 100,00       | 15 154        | 100,00        |
| Votants        | Votants          | Votants             | 12 976       | 86,27        | 12 784        | 84,36         |
| Abstention     | Abstention       | Abstention          | 2 066        | 13,73        | 2 370         | 15,64         |
| Blancs et nuls | Blancs et nuls   | Blancs et nuls      | 33           | 0,25         | 139           | 1,09          |
| Exprimés       | Exprimés         | Exprimés            | 12 943       | 99,75        | 12 645        | 98,91         |

#### 3ecirconscription
| Candidat       | Candidat       | Parti          | Premier tour | Premier tour | Deuxième tour | Deuxième tour |
| Candidat       | Candidat       | Parti          | Voix         | %            | Voix          | %             |
| -------------- | -------------- | -------------- | ------------ | ------------ | ------------- | ------------- |
|                | Franchomme     | Nationaliste   | 7 373        | 42,31        | 8 213         | 47,97         |
|                | Gustave Delory | PSdF           | 6 247        | 35,84        | 8 908         | 52,03         |
|                | Debierre       | PRRRS          | 3 808        | 21,85        |               |               |
|                |                |                |              |              |               |               |
| Inscrits       | Inscrits       | Inscrits       | 20 598       | 100,00       | 20 391        | 100,00        |
| Votants        | Votants        | Votants        | 17 550       | 85,20        | 17 408        | 85,37         |
| Abstention     | Abstention     | Abstention     | 3 048        | 14,80        | 2 983         | 14,63         |
| Blancs et nuls | Blancs et nuls | Blancs et nuls | 122          | 0,70         | 287           | 1,65          |
| Exprimés       | Exprimés       | Exprimés       | 17 428       | 99,30        | 17 121        | 98,35         |

#### 4ecirconscription
| Candidat       | Candidat       | Parti               | Premier tour | Premier tour |
| Candidat       | Candidat       | Parti               | Voix         | %            |
| -------------- | -------------- | ------------------- | ------------ | ------------ |
|                | Jules Dansette | ALP                 | 8 492        | 57,93        |
|                | Arthur Sohier  | PSdF                | 3 099        | 21,14        |
|                | Eloir          | Radical indépendant | 3 069        | 20,93        |
|                |                |                     |              |              |
| Inscrits       | Inscrits       | Inscrits            | 16 846       | 100,00       |
| Votants        | Votants        | Votants             | 14 725       | 87,41        |
| Abstention     | Abstention     | Abstention          | 2 121        | 12,59        |
| Blancs et nuls | Blancs et nuls | Blancs et nuls      | 65           | 0,44         |
| Exprimés       | Exprimés       | Exprimés            | 14 660       | 99,56        |

#### 5ecirconscription
| Candidat       | Candidat       | Parti                                | Premier tour | Premier tour |
| Candidat       | Candidat       | Parti                                | Voix         | %            |
| -------------- | -------------- | ------------------------------------ | ------------ | ------------ |
|                | Marcel Delaune | Républicain progressiste ministériel | 14 070       | 73,04        |
|                | Ragheboom      | PSdF                                 | 5 194        | 26,96        |
|                |                |                                      |              |              |
| Inscrits       | Inscrits       | Inscrits                             | 23 682       | 100,00       |
| Votants        | Votants        | Votants                              | 19 945       | 84,22        |
| Abstention     | Abstention     | Abstention                           | 3 737        | 15,78        |
| Blancs et nuls | Blancs et nuls | Blancs et nuls                       | 681          | 3,41         |
| Exprimés       | Exprimés       | Exprimés                             | 19 264       | 96,59        |

#### 6ecirconscription
| Candidat       | Candidat                 | Parti               | Premier tour | Premier tour |
| Candidat       | Candidat                 | Parti               | Voix         | %            |
| -------------- | ------------------------ | ------------------- | ------------ | ------------ |
|                | Geoffroy de Montalembert | ALP                 | 10 111       | 51,08        |
|                | Delecroix                | Radical indépendant | 5 686        | 28,73        |
|                | Émile Moreau             | PSdF                | 3 997        | 20,19        |
|                |                          |                     |              |              |
| Inscrits       | Inscrits                 | Inscrits            | 23 200       | 100,00       |
| Votants        | Votants                  | Votants             | 19 996       | 86,19        |
| Abstention     | Abstention               | Abstention          | 3 204        | 13,81        |
| Blancs et nuls | Blancs et nuls           | Blancs et nuls      | 202          | 1,01         |
| Exprimés       | Exprimés                 | Exprimés            | 19 794       | 98,99        |

#### 7ecirconscription
| Candidat       | Candidat       | Parti                                    | Premier tour | Premier tour |
| Candidat       | Candidat       | Parti                                    | Voix         | %            |
| -------------- | -------------- | ---------------------------------------- | ------------ | ------------ |
|                | Eugène Motte   | Républicain progressiste antiministériel | 11 667       | 57,20        |
|                | Jules Guesde   | PSdF                                     | 8 729        | 42,80        |
|                |                |                                          |              |              |
| Inscrits       | Inscrits       | Inscrits                                 | 23 945       | 100,00       |
| Votants        | Votants        | Votants                                  | 20 877       | 87,19        |
| Abstention     | Abstention     | Abstention                               | 3 068        | 12,81        |
| Blancs et nuls | Blancs et nuls | Blancs et nuls                           | 481          | 2,30         |
| Exprimés       | Exprimés       | Exprimés                                 | 20 396       | 97,70        |

#### 8ecirconscription
| Candidat       | Candidat       | Parti               | Premier tour | Premier tour | Deuxième tour | Deuxième tour |
| Candidat       | Candidat       | Parti               | Voix         | %            | Voix          | %             |
| -------------- | -------------- | ------------------- | ------------ | ------------ | ------------- | ------------- |
|                | Gustave Dron   | Radical indépendant | 8 034        | 46,34        | 8 890         | 51,63         |
|                | Monnier        | Nationaliste        | 6 995        | 40,35        | 7 797         | 45,28         |
|                | Delesalle      | PSdF                | 2 308        | 13,31        | 532           | 3,09          |
|                |                |                     |              |              |               |               |
| Inscrits       | Inscrits       | Inscrits            | 19 710       | 100,00       | 19 710        | 100,00        |
| Votants        | Votants        | Votants             | 17 433       | 88,45        | 17 305        | 87,80         |
| Abstention     | Abstention     | Abstention          | 2 277        | 11,55        | 2 405         | 12,20         |
| Blancs et nuls | Blancs et nuls | Blancs et nuls      | 96           | 0,55         | 86            | 0,50          |
| Exprimés       | Exprimés       | Exprimés            | 17 337       | 99,45        | 17 219        | 99,50         |

#### 9ecirconscription
| Candidat       | Candidat                | Parti               | Premier tour | Premier tour |
| Candidat       | Candidat                | Parti               | Voix         | %            |
| -------------- | ----------------------- | ------------------- | ------------ | ------------ |
|                | Henri-Constant Groussau | ALP                 | 5 778        | 58,66        |
|                | Paul Saint-Léger        | Radical indépendant | 2 633        | 26,73        |
|                | Henri Verbreugh         | PSdF                | 1 439        | 14,61        |
|                |                         |                     |              |              |
| Inscrits       | Inscrits                | Inscrits            | 11 548       | 100,00       |
| Votants        | Votants                 | Votants             | 10 107       | 87,52        |
| Abstention     | Abstention              | Abstention          | 1 441        | 12,48        |
| Blancs et nuls | Blancs et nuls          | Blancs et nuls      | 257          | 2,54         |
| Exprimés       | Exprimés                | Exprimés            | 9 850        | 97,46        |

### Arrondissement de Valenciennes

#### 1recirconscription
| Candidat       | Candidat        | Parti                                    | Premier tour | Premier tour | Deuxième tour | Deuxième tour |
| Candidat       | Candidat        | Parti                                    | Voix         | %            | Voix          | %             |
| -------------- | --------------- | ---------------------------------------- | ------------ | ------------ | ------------- | ------------- |
|                | Dervaux         | Républicain progressiste antiministériel | 5 452        | 40,99        | 6 145         | 44,81         |
|                | Anatole Debiève | PRRRS                                    | 4 631        | 34,82        | 7 568         | 55,19         |
|                | Melin           | PSdF                                     | 3 218        | 24,19        |               |               |
|                |                 |                                          |              |              |               |               |
| Inscrits       | Inscrits        | Inscrits                                 | 16 232       | 100,00       | 16 232        | 100,00        |
| Votants        | Votants         | Votants                                  | 13 415       | 82,65        | 13 756        | 84,75         |
| Abstention     | Abstention      | Abstention                               | 2 817        | 17,35        | 2 476         | 15,25         |
| Blancs et nuls | Blancs et nuls  | Blancs et nuls                           | 114          | 0,85         | 43            | 0,31          |
| Exprimés       | Exprimés        | Exprimés                                 | 13 301       | 99,15        | 13 713        | 99,69         |

#### 2ecirconscription
| Candidat       | Candidat                        | Parti          | Premier tour | Premier tour | Deuxième tour | Deuxième tour |
| Candidat       | Candidat                        | Parti          | Voix         | %            | Voix          | %             |
| -------------- | ------------------------------- | -------------- | ------------ | ------------ | ------------- | ------------- |
|                | Charles Thellier de Poncheville | ALP            | 8 484        | 45,52        | 8 871         | 47,11         |
|                | Ferdinand Lepez                 | PRRRS          | 5 683        | 30,49        | 9 958         | 52,89         |
|                | Durre                           | PSdF           | 4 470        | 23,98        |               |               |
|                |                                 |                |              |              |               |               |
| Inscrits       | Inscrits                        | Inscrits       | 23 236       | 100,00       | 23 241        | 100,00        |
| Votants        | Votants                         | Votants        | 18 902       | 81,35        | 18 982        | 81,67         |
| Abstention     | Abstention                      | Abstention     | 4 336        | 18,66        | 4 259         | 18,33         |
| Blancs et nuls | Blancs et nuls                  | Blancs et nuls | 265          | 1,40         | 153           | 0,82          |
| Exprimés       | Exprimés                        | Exprimés       | 18 637       | 98,60        | 18 829        | 99,19         |

#### 3ecirconscription
| Candidat       | Candidat             | Parti                                    | Premier tour | Premier tour | Deuxième tour | Deuxième tour |
| Candidat       | Candidat             | Parti                                    | Voix         | %            | Voix          | %             |
| -------------- | -------------------- | ---------------------------------------- | ------------ | ------------ | ------------- | ------------- |
|                | Auguste-Robert Selle | Socialiste (soutenu par le PSdF)         | 7 894        | 38,66        | 11 503        | 57,43         |
|                | Caullet              | Républicain progressiste antiministériel | 7 323        | 35,86        | 8 526         | 42,57         |
|                | César Sirot          | Républicain progressiste ministériel     | 5 202        | 25,48        |               |               |
|                |                      |                                          |              |              |               |               |
| Inscrits       | Inscrits             | Inscrits                                 | 24 385       | 100,00       | 24 480        | 100,00        |
| Votants        | Votants              | Votants                                  | 20 599       | 84,47        | 20 319        | 83,00         |
| Abstention     | Abstention           | Abstention                               | 3 786        | 15,53        | 4 161         | 17,00         |
| Blancs et nuls | Blancs et nuls       | Blancs et nuls                           | 180          | 0,87         | 290           | 1,18          |
| Exprimés       | Exprimés             | Exprimés                                 | 20 419       | 99,13        | 20 029        | 98,57         |